# Prorok (opera)

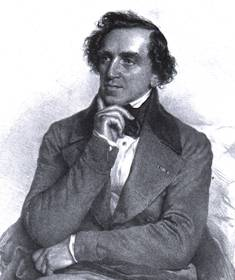
Giacomo Meyerbeer, litografie od Josefa Kriehubera, 1847

Prorok (Le prophète) je grand opera o pěti dějstvích od Giacoma Meyerbeera z roku 1849. Libreto napsali Eugène Scribe a Émile Deschamps.

## Osoby a první obsazení
| Jan z Leydenu                                                 | tenor     | Gustav Hyppolite Roger |
| Fidés, jeho matka                                             | alt       | Pauline Viardot        |
| Berta, jeho nevěsta                                           | soprán    | Jeanne-Anaïs Castellan |
| hrabě Oberthal                                                | baryton   | Hyppolite Bremond      |
| Jonáš, novokřtěnec                                            | tenor     | Louis Guyémard         |
| Matouš, novokřtěnec                                           | baryton   | Euzet                  |
| Zachariáš, novokřtěnec                                        | bas       | Nicolas Levasseur      |
| důstojník, venkované, měšťané, děti, novokřtěnci, vojáci, lid |           |                        |
| Dirigent:                                                     | Dirigent: | Narcisse Girard        |

## Obsah
Prorok je velká opera o pěti jednáních. Děj se odehrává roku 1536 v Münsteru a okolí.

### První jednání
U Dortrechtu v Holandsku žije klidně Jan, majitel malého hostince, se svou matkou Fides. Připravují se na jeho svatbu s Bertou, nevolnicí hraběte Oberthala, ten však odmítne propustit hezké děvče z poddanství. V té době propuklo v Nizozemí povstání anabaptistů, náboženské sekty, jež současně s obrodou náboženství prohlašovala rovnost a evangelickou chudobu všech lidí. Vesnický lid, trpící nejkrutějším panským útlakem, se k novokřtěncům houfně přidává a táhne s nimi proti pánům. Hrozí také hraběti Oberthalovi, jenž vyšle proti lidu své vojsko a zmocní se při tom Berty a Fides.

### Druhé jednání
V Janově hostinci je živo, jen Jan trne obavou o svoji matku a nevěstu, tím více, že měl divný sen. Vypravuje jej třem novokřtěncům - stál uprostřed chrámu a lid jej označoval za Mesiáše, on však současně slyšel proklínání a zatracování. Novokřtěnci, kteří ve tváři Janově poznávají podobu s králem Davidem z obrazu v münsterském dómu, žádají, aby s nimi odešel jako prorok, vůdce nového náboženství i celé země. Jan odmítá, jeho srdce touží jen po Bertě. Ta právě zděšeně vybíhá. Vyrvala se z rukou Oberthalových pochopů, kteří ji však sledují až sem a Oberthal staví Jana před rozhodnutí - nevydá-li mu Jan jeho nevolnici Bertu, bude Janova matka ihned usmrcena. V zoufalství volby mezi smrtí matky a zajetím Berty se Jan rozhoduje a vydává Oberthalovi Bertu. Když pak matka usne, odchází na nový nátlak novokřtěnců s nimi, hnán touhou po pomstě na Oberthalovi.

### Třetí jednání
Ve vestfálském lese přivlékají novokřtěnci do svého tábora zajaté panstvo. Vojenskému tažení vzbouřenců se daří, jen město Münster stále odolává, neboť jeho velitel, starý hrabě Oberthal, za to, že lid rozbořil synův hrad, odmítl město vydat. A přece je nutno, aby Münster padl, jinak by vzbouřenci zůstali v kleštích mezi ním a vojskem císařským. Tu přivádějí do tábora muže, jenž se vydává za přívržence vzbouřenců, aby se s nimi vloudil do města. Je však brzy poznán jako hrabě Oberthal. Je za to odsouzen k smrti, ale zachráněn Janem, když mu zjeví, že Berta uprchla a že je nyní v Münsteru. Jan vydává rozkaz k útoku na Münster.

### Čtvrté jednání
Nápor na Münster se zdařil a vzbouřenci jsou ve městě pány. Objevuje se tu Fides jako žebračka i Berta jako poutnice. Fides se domnívá, že je její syn mrtev a když to sdělí Bertě, přísahá Berta pomstu a smrt "prorokovi", kterého považuje za vinného vším proléváním krve po celé zemi i smrtí Janovou. - Proměna: V münsterské katedrále je korunován Jan císařskými odznaky. Když odchází ke korunovaci, zastaví jej Fides a oslovuje jej jako svého syna. Ale Jan, jenž nesmí dopustit, aby lid jím vedený zapochyboval o jeho božském původu, matku zapírá, a Fides, aby syna nezničila, svůj výrok odvolává. Hluboce je raněna tím, že ji syn zapřel, ale přece vzpomíná na přísahu Berty, že "proroka" zavraždí, a spěchá tedy za ní varovat ji.

### Páté jednání
Do Münsteru pronikne zpráva, že skutečný císař táhne s velkým vojskem proti vzbouřencům. A tu se tři z nich smluví, že Jana zradí, vydají jej císaři, a tak vykoupí svůj život a majetek. Mezitím se Jan setká s matkou, jež těžce bojuje mezi svou láskou k němu a zlobou, že ji zapřel. Vyčítá mu, že stále jen prolévá krev a jen v tom vidí smysl povstání. Jan je konečně ochoten vzdát se vedení lidu. Přichází však Berta, připravena vykonat pomstu tím, že vyhodí do povětří celý Münster, v jehož sklepích je mnoho střelného prachu. Šťastna se setkává s Janem, když se však dozvídá, že on je nenáviděným prorokem, probodne se sama.- Proměna: Zrada je dokonána. Münster je vydán císaři a jeho vojsku. Jan zařídí ještě potrestání zrádců: až vniknou do pevnosti, dá uzavřít mříže. Sotva se tak stane, zazní výbuch a vše, celý Münster se řítí a hoří a pod jeho sutinami nalézá smrt i Jan se svou matkou.

## Charakteristika opery
Opera obsahuje vše, co patří k tzv. velké opeře. Vzrušené davové scény, průvody a balet na kolečkových bruslích, který byl zřejmě zamýšlen jako reklama na tehdejší nový vynález. Dalším efektem bylo použití umělého slunce v závěru 3. jednání. Opera působila již na dobové kritiky jako podivná směs bez jasné konstrukce. Také Robert Schumann posoudil premiéru opery v Drážďanech v únoru 1850 v tomto
smyslu. Ohromný úspěch opery Prorok v Paříži se však rychle šířil po Evropě, a Korunovační pochod se stal oblíbenou součástí slavností po celou druhou polovinu 19. století.

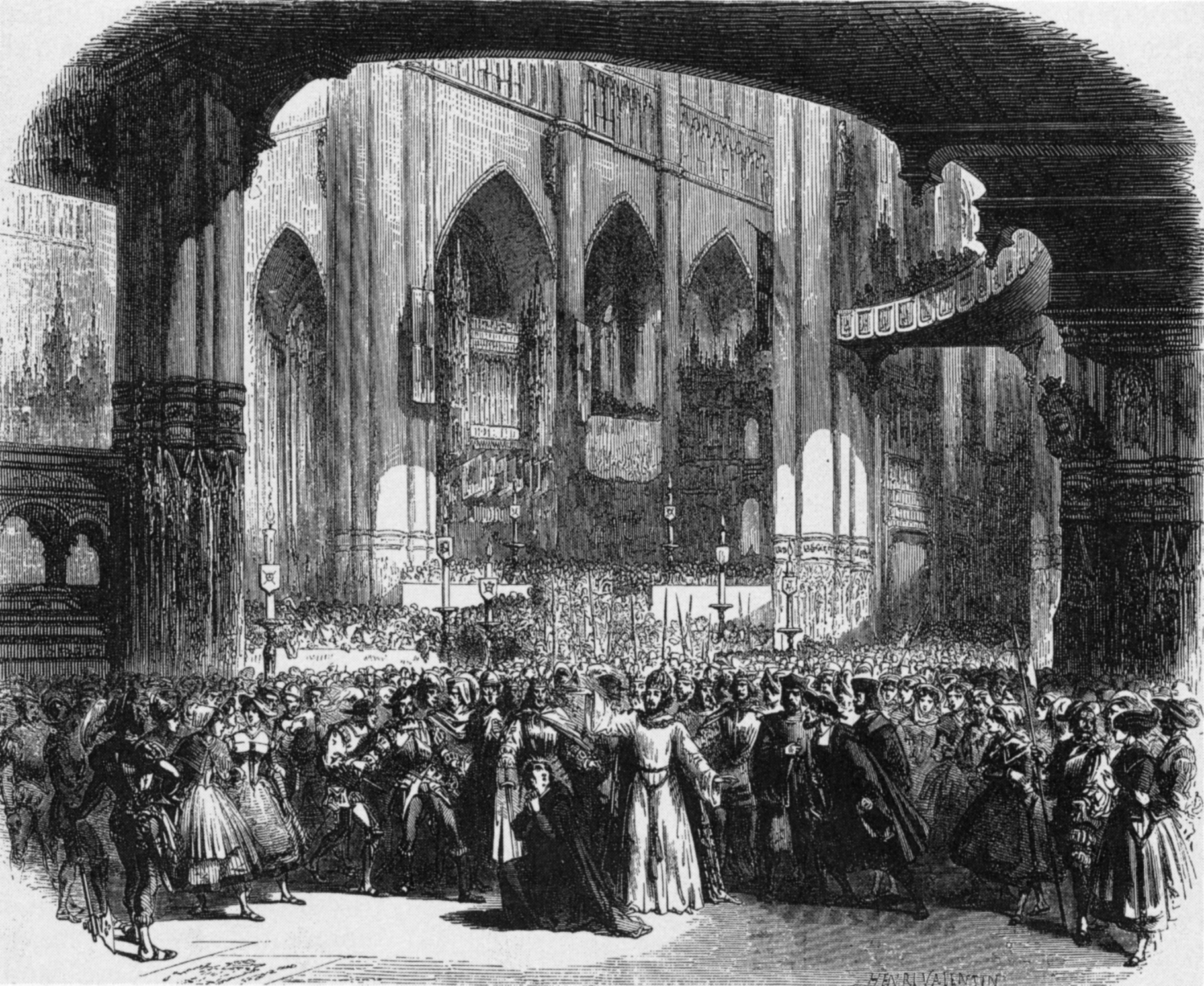
Výjev ze 4. dějství opery Prorok, dobová ilustrace

## Nahrávky
- Renata Scotto, Marilyn Horne, James McCracken, Jerome Hines; Royal Philharmonic Orchestra, Henry Lewis, 1976 (Sony).